# Moldavia al Junior Eurovision Song Contest
La Moldavia ha partecipato 4 volte sin dal suo debutto nel 2010. La rete che ha curato le varie partecipazioni è la TRM. Si ritira nel 2014.

## Partecipazioni
- Primo posto
- Secondo posto
- Terzo posto
- Ultimo posto

| Anno                                    | Artista         | Canzone      | Lingua          | Posizione | Posizione |
| Anno                                    | Artista         | Canzone      | Lingua          | Finale    | Punti     |
| --------------------------------------- | --------------- | ------------ | --------------- | --------- | --------- |
| 2010                                    | Ștefan Roșcovan | AlliBaba     | Rumeno, inglese | 8º        | 54        |
| 2011                                    | Lerika          | No-No        | Rumeno, inglese | 6º        | 78        |
| 2012                                    | Denis Midone    | Toate vor fi | Rumeno, inglese | 10º       | 52        |
| 2013                                    | Rafael Bobeica  | Cum să fim   | Rumeno, inglese | 11º       | 41        |
| Nessuna partecipazione dal 2014 al 2024 |                 |              |                 |           |           |

## Storia delle votazioni
Al 2013, le votazioni della Moldavia sono state le seguenti: 
Punti dati
| Posizione | Stato               | Punti |
| --------- | ------------------- | ----- |
| 1         | Georgia             | 21    |
| 2         | Armenia Bielorussia | 20    |
| 3         | Russia              | 17    |
| 4         | Paesi Bassi         | 15    |
| 5         | Ucraina             | 13    |

Punti ricevuti
| Posizione | Stato              | Punti |
| --------- | ------------------ | ----- |
| 1         | Armenia            | 16    |
| 2         | Belgio Bielorussia | 14    |
| 3         | Russia             | 13    |
| 4         | Georgia            | 12    |
| 5         | Ucraina            | 11    |